# Black Gives Way to Blue Tour
Black Gives Way to Blue Tour – trasa koncertowa amerykańskiego zespołu muzycznego Alice in Chains, promująca pierwszy od 14 lat album studyjny Black Gives Way to Blue, opublikowany 29 września 2009. Tournée objęło łącznie 118 koncertów zagranych w Ameryce Północnej i Europie. Była to pierwsza tak duża trasa Alice in Chains od czasów Down in Your Hole Tour z 1992 i 1993 (166 koncertów).

## Opis trasy

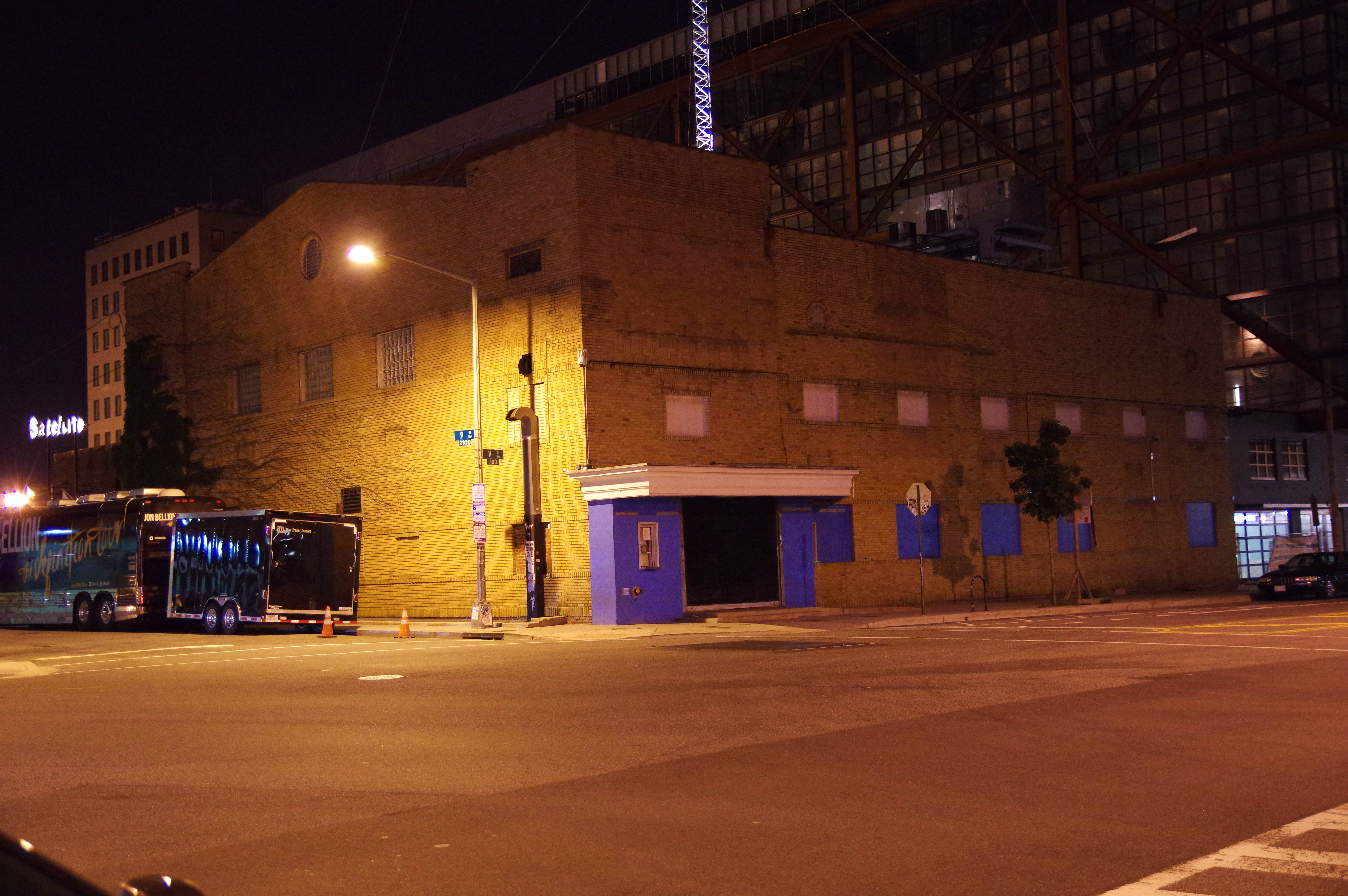
Klub 9:30 w Waszyngtonie, miejsce inauguracji Black Gives Way to Blue Tour

W ramach przedpremierowych występów, zespół Alice in Chains zagrał 2 koncerty w Stanach Zjednoczonych. Pierwszy z nich 16 maja na Columbus Crew Stadium w ramach festiwalu Rock on the Range. Drugi występ miał miejsce 18 lipca na stadionie Comerica Park w Detroit przed 40 tys. audytorium, gdzie grupa pełniła rolę supportu dla Kid Rocka. Podczas 50-minutowego koncertu muzycy premierowo zaprezentowali singel „A Looking in View”. Następnie zespół udał się do Europy, gdzie od 1 do 12 sierpnia zagrał serię 7 koncertów, między innymi otwierając występ grupy Metallica w Marlay Park w Dublinie w ramach World Magnetic Tour. 2 sierpnia muzycy wystąpili w angielskim Stevenage, którego koncert był częścią Sonisphere Festival. Europejskie mini tournée zakończyło się 12 sierpnia występem w Melkweg w Amsterdamie, po czym muzycy powrócili do Stanów Zjednoczonych, gdzie dziesięć dni później zaprezentowali się na festiwalu Epicenter w Pomonie w Kalifornii.
Trasa Black Gives Way to Blue Tour została zainaugurowana 4 września 2009 koncertem w klubie 9:30 w Waszyngtonie. Pierwszy etap tournée trwał do 30 października. W jego ramach zespół dwukrotnie, 29 i 30 września, wystąpił w programie telewizyjnym Jimmy Kimmel Live!, prezentując między innymi utwory z nowego albumu studyjnego Black Gives Way to Blue. 22 października członkowie zespołu zagrali w roli headlinera na imprezie 99.5 KISS FM ‘Bone Bash’, organizowanej przez rozgłośnię radiową z San Antonio KISS-FM. Ostatniego dnia pierwszego etapu trasy, zespół wystąpił w programie The Tonight Show with Conan O’Brien.
Drugi etap rozpoczął się 10 listopada w Londynie, od występu w programie Later... with Jools Holland. Europejska część trasy trwała do 7 grudnia, i liczyła 19 koncertów. Pod koniec roku zespół Alice in Chains zagrał dwa koncerty w Stanach Zjednoczonych, występując 11 grudnia na imprezie organizowanej przez rozgłośnię radiową KXTE oraz dzień później w ramach festiwalu KROQ Almost Acoustic Christmas. Trzeci etap tournée został zainaugurowany 2 lutego 2010 w Vancouver (sprzedaż biletów ruszyła 4 i 5 grudnia 2009). Trwał on do 23 maja, i objął łącznie 47 występów w Ameryce Północnej.

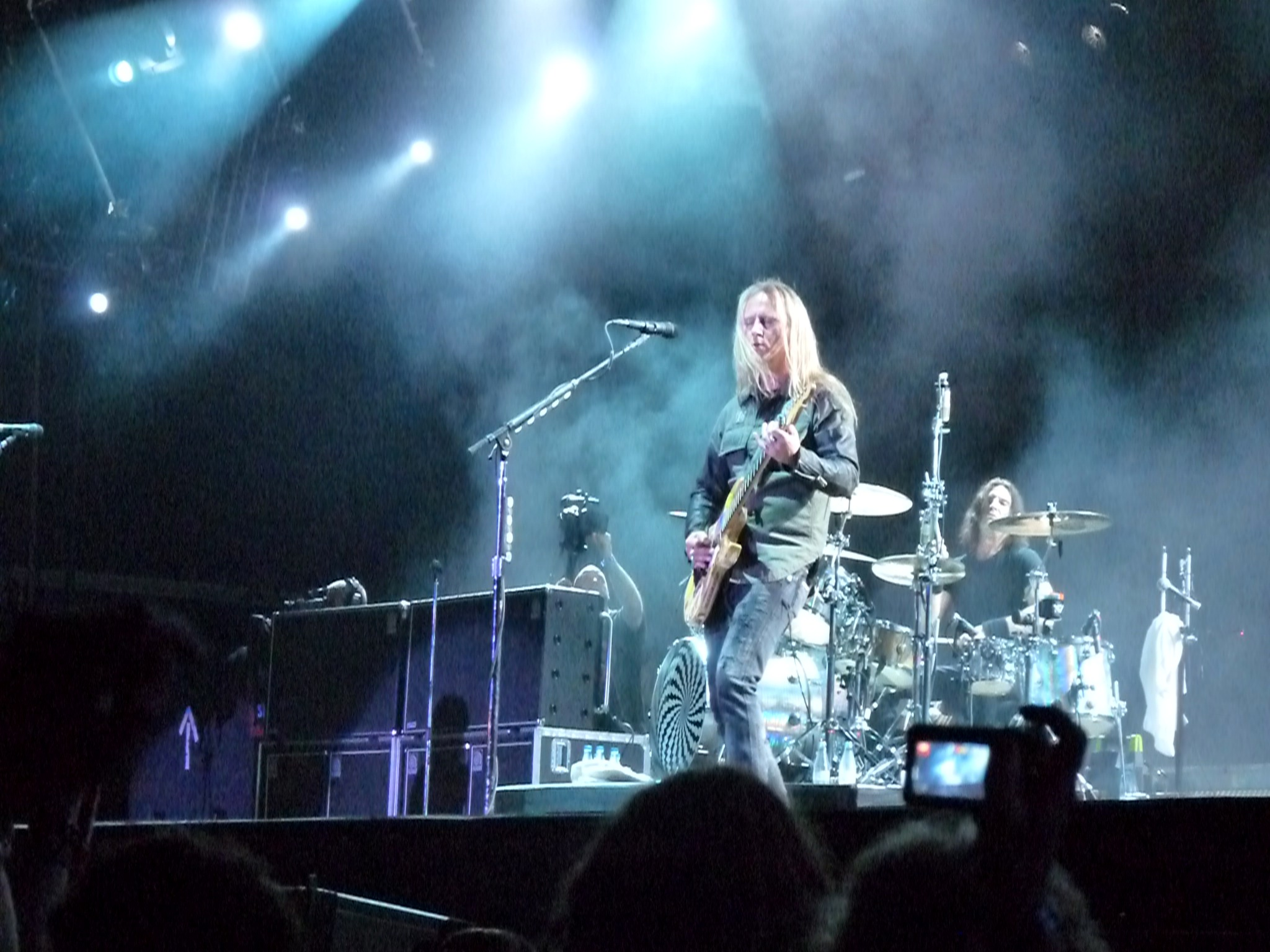
Jerry Cantrell i Sean Kinney w trakcie koncertu w Bilbao, 9 lipca 2010

Ostatni etap to ponownie koncerty na kontynencie europejskim, gdzie zespół przeważnie występował na festiwalach muzycznych, między innymi Rock am Ring w Niemczech, Roskilde Festival w Danii i Sonisphere. Koncerty, które grupa zagrała 5 i 6 czerwca, weszły w skład festiwali Rock am Ring oraz Rock in Park. 13 czerwca zespół wystąpił na festiwalu Nova Rock, natomiast część czerwcowych koncertów stanowiły występy w ramach Sonisphere Festival. 18 lipca grupa zagrała jedyny koncert w Stanach Zjednoczonych. Miał on miejsce w Cadott w stanie Wisconsin, i odbył się w ramach festiwalu Rock Fest. Następnie muzycy powrócili do Europy, gdzie od 1 do 7 sierpnia zagrali cztery występy.

### Setlista
Podczas koncertów zespół prezentował zróżnicowaną setlistę. W trakcie występów przedpremierowych (lipiec i sierpień 2009), muzycy po raz pierwszy na żywo wykonali utwory: „A Looking in View” (18 lipca) „Check My Brain” (1 sierpnia) i „Acid Bubble” (4 sierpnia). Podczas koncertów wliczających się w oficjalna trasę, na żywo zadebiutowały kompozycje „Your Decision” (9 września), „Black Gives Way to Blue” (9 września), „Lesson Learned” w programie Later... with Jools Holland 10 listopada, „All Secrets Known” 2 lutego 2010 w Vancouver i „Last of My Kind” 17 listopada 2009 w Londynie. W trakcie europejskiej części trasy zespół na żywo zaprezentował utwór „What the Hell Have I” (14 listopada), który ostatni raz wykonywany był w 2006 w ramach Finish What we Started Tour. Kompozycja „Rotten Apple”, pochodząca z minialbumu Jar of Flies (1994), została wykonana po raz pierwszy od 1993 (czyli trasy Down in Your Hole Tour).
| Setlista 2009 |
| --- |
| 1. „Rain When I Die” 2. „Them Bones” 3. „Again” 4. „Dam That River” 5. „Check My Brain” 6. „A Looking in View” 7. „Love, Hate, Love” 8. „It Ain’t Like That” 9. „We Die Young” 10. „Nutshell” 11. „Angry Chair” 12. „Man in the Box” 13. „No Excuses” 14. „Acid Bubble” 15. „Would?” 16. „Rooster” Uwagi: - Na występach nieregularnie grane były: „Got Me Wrong”, „Down in a Hole”, „Sickman”, „Junkhead”, „Dirt”, „What the Hell Have I”, „Sludge Factory”, „Heaven Beside You”, „God Am”, „Last of My Kind”, „Your Decision”, „Lesson Learned” i „Black Gives Way to Blue”. |

| Setlista 2010 |
| --- |
| 1. „All Secrets Know” 2. „Them Bones” 3. „It Ain’t Like That” 4. „Again” 5. „Check My Brain” 6. „Dam That River” 7. „Rain When I Die” 8. „Your Decision” 9. „We Die Young” 10. „No Excuses” 11. „Lesson Learned” 12. „Nutshell” 13. „Acid Bubble” 14. „Angry Chair” 15. „Man in the Box” 16. „Would?” 17. „Rooster” Uwagi: - Na występach nieregularnie grane były: „Love, Hate, Love”, „Got Me Wrong”, „Down in a Hole”, „Sickman”, „Junkhead”, „Dirt”, „God Smack”, „What the Hell Have I”, „Rotten Apple”, „Grind”, „Sludge Factory”, „Heaven Beside You”, „God Am”, „Last of My Kind”, „A Looking in View” i „Black Gives Way to Blue”. |

## Support
Rolę supportu dla Alice in Chains podczas koncertów w Wielkiej Brytanii w listopadzie i grudniu 2009 pełniła formacja Little Fish. Zespół Healthy Minds Collapse dołączył do składu podczas ostatniego występu w Brixton Academy 7 grudnia. Belgijska formacja Creature with the Atom Brain poprzedzała koncerty Alice in Chains podczas lutowych występów w Stanach Zjednoczonych. Grupa Middle Class Rut otwierała koncerty amerykańskiej formacji w lutym i marcu w Ameryce Północnej.

- Halestorm  (22 października 2009)
- Little Fish  (12 listopada–17 listopada 2009, 6 grudnia–7 grudnia 2009, Wielka Brytania)
- Sunshine  (24 listopada 2009, Czechy)
- Healthy Minds Collapse  (7 grudnia 2009, Wielka Brytania)
- Dead by Sunrise  (11 grudnia 2009, USA)
- Creature with the Atom Brain  (2 lutego–23 lutego 2010)
- Middle Class Rut  (25 lutego–21 marca 2010, Kanada i USA)
- Living Things  (17 kwietnia 2010, USA)
- Shooter Jennings  (19 kwietnia, 28 kwietnia 2010, USA)
- The Parlor Mob  (19 maja–20 maja 2010, USA)
- The Xcerts  (2 sierpnia 2010, Szkocja)

## Koncerty przedpremierowe

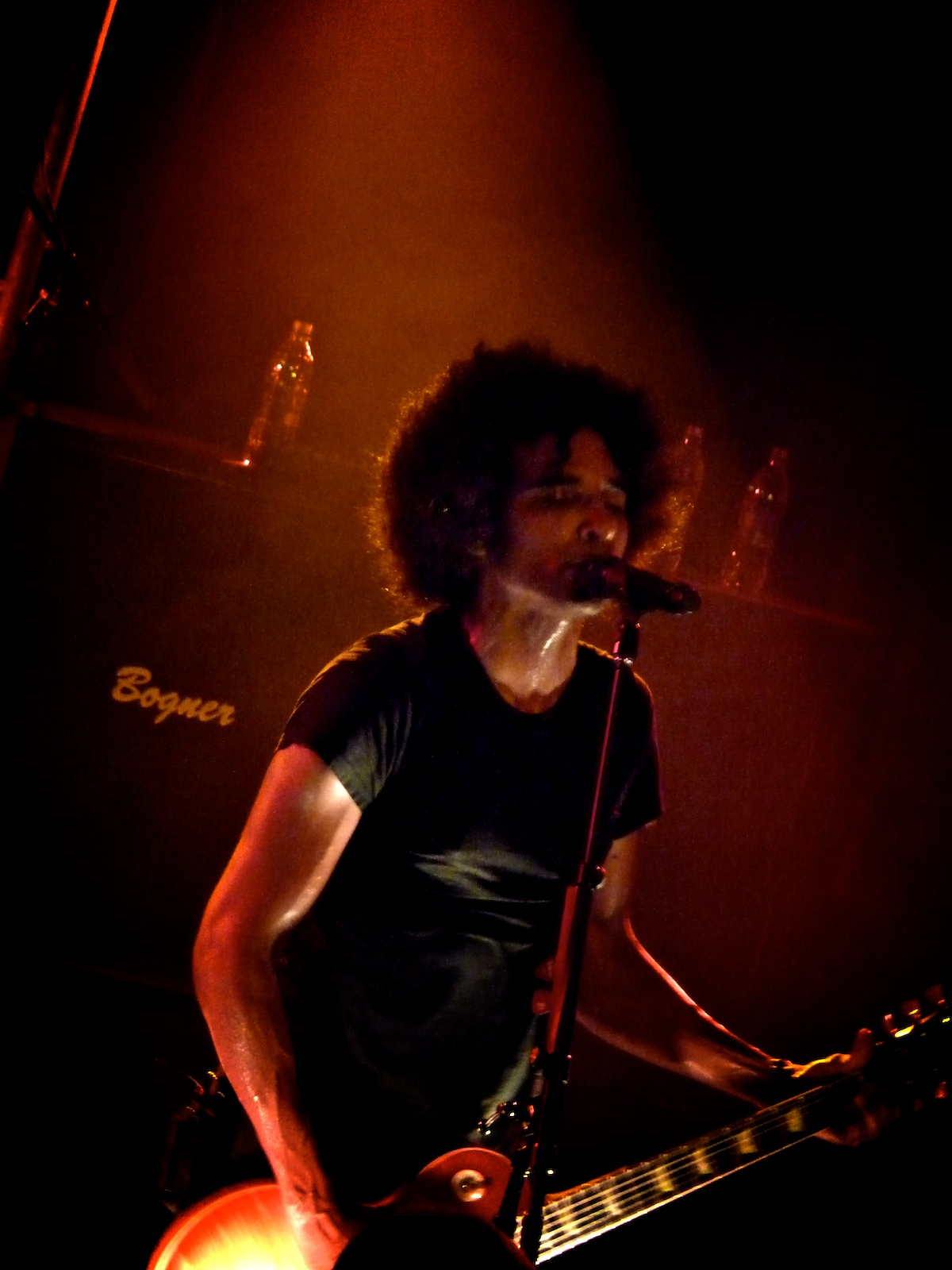
William DuVall podczas koncertu w londyńskiej Scali, 4 sierpnia 2009

| Data             | Miasto    | Kraj              | Obiekt                | Wsparcie dla |
| ---------------- | --------- | ----------------- | --------------------- | ------------ |
| Ameryka Północna |           |                   |                       |              |
| 16 maja 2009     | Columbus  | Stany Zjednoczone | Columbus Crew Stadium | N/A          |
| 18 lipca 2009    | Detroit   | Stany Zjednoczone | Comerica Park         | Kid Rock     |
| Europa           |           |                   |                       |              |
| 1 sierpnia 2009  | Dublin    | Irlandia          | Marlay Park           | Metallica    |
| 2 sierpnia 2009  | Stevenage | Anglia            | Knebworth House       | N/A          |
| 4 sierpnia 2009  | Londyn    | Anglia            | Scala                 | N/A          |
| 6 sierpnia 2009  | Kolonia   | Niemcy            | Essigfabrik           | N/A          |
| 8 sierpnia 2009  | Berlin    | Niemcy            | C-Club                | N/A          |
| 10 sierpnia 2009 | Hamburg   | Niemcy            | Gruenspan             | N/A          |
| 12 sierpnia 2009 | Amsterdam | Holandia          | Melkweg               | N/A          |
| Ameryka Północna |           |                   |                       |              |
| 22 sierpnia 2009 | Pomona    | Stany Zjednoczone | Fairplex              | N/A          |

## Daty i miejsca koncertów

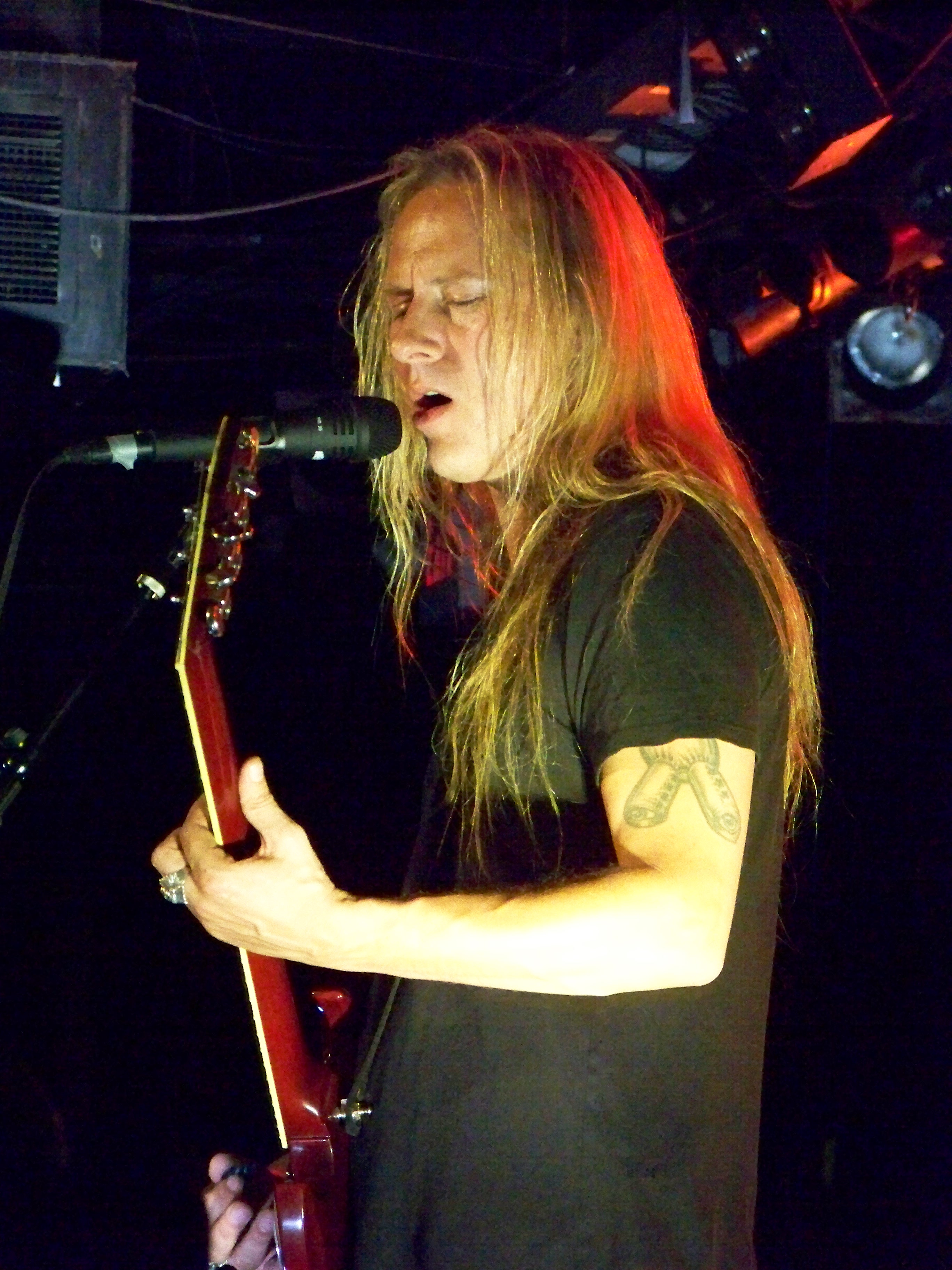
Jerry Cantrell podczas koncertu w Bostonie, 7 września 2009

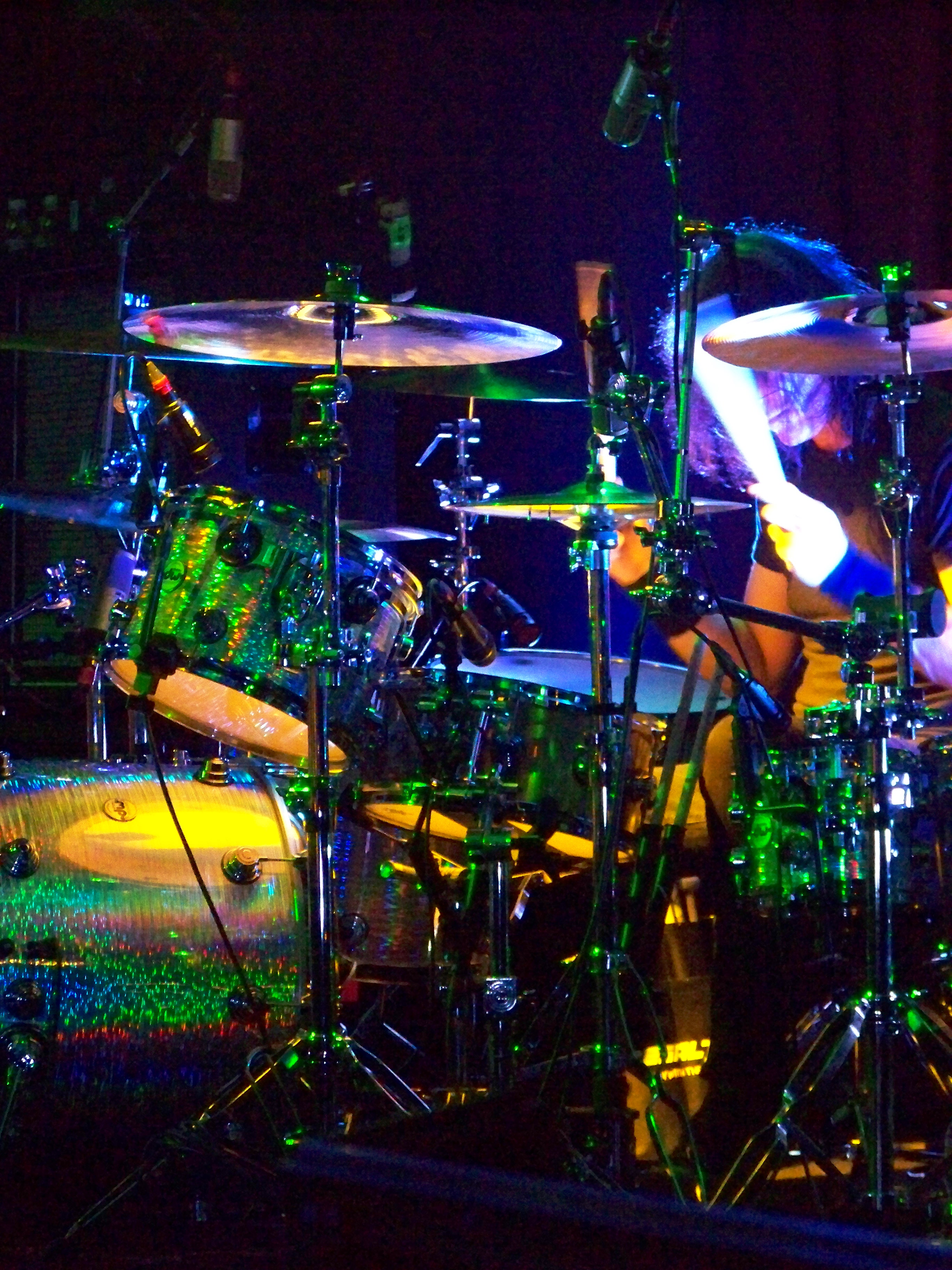
Sean Kinney podczas koncertu w Bostonie, 7 września 2009

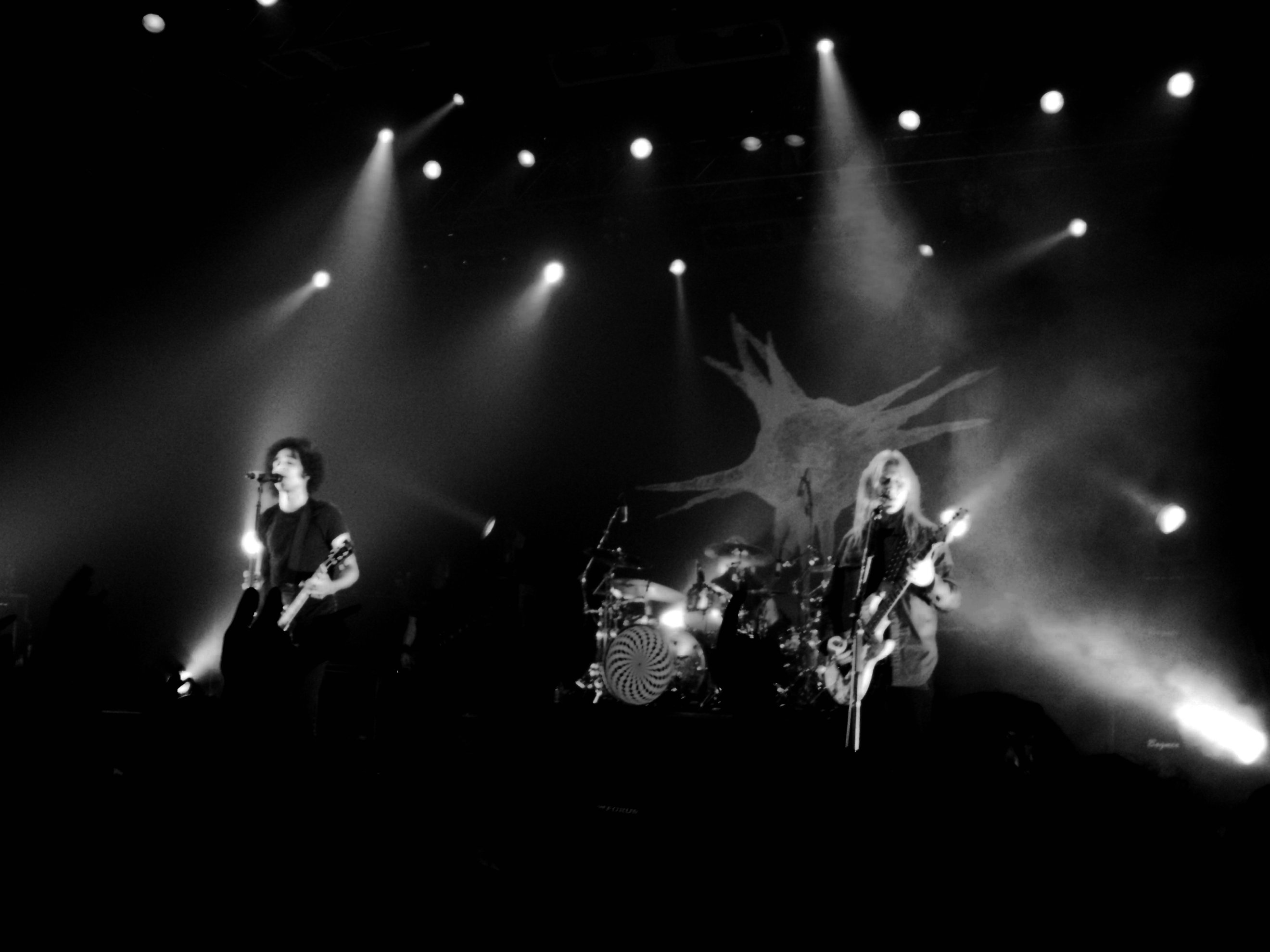
Alice in Chains podczas występu w The Forum, 16 listopada 2009

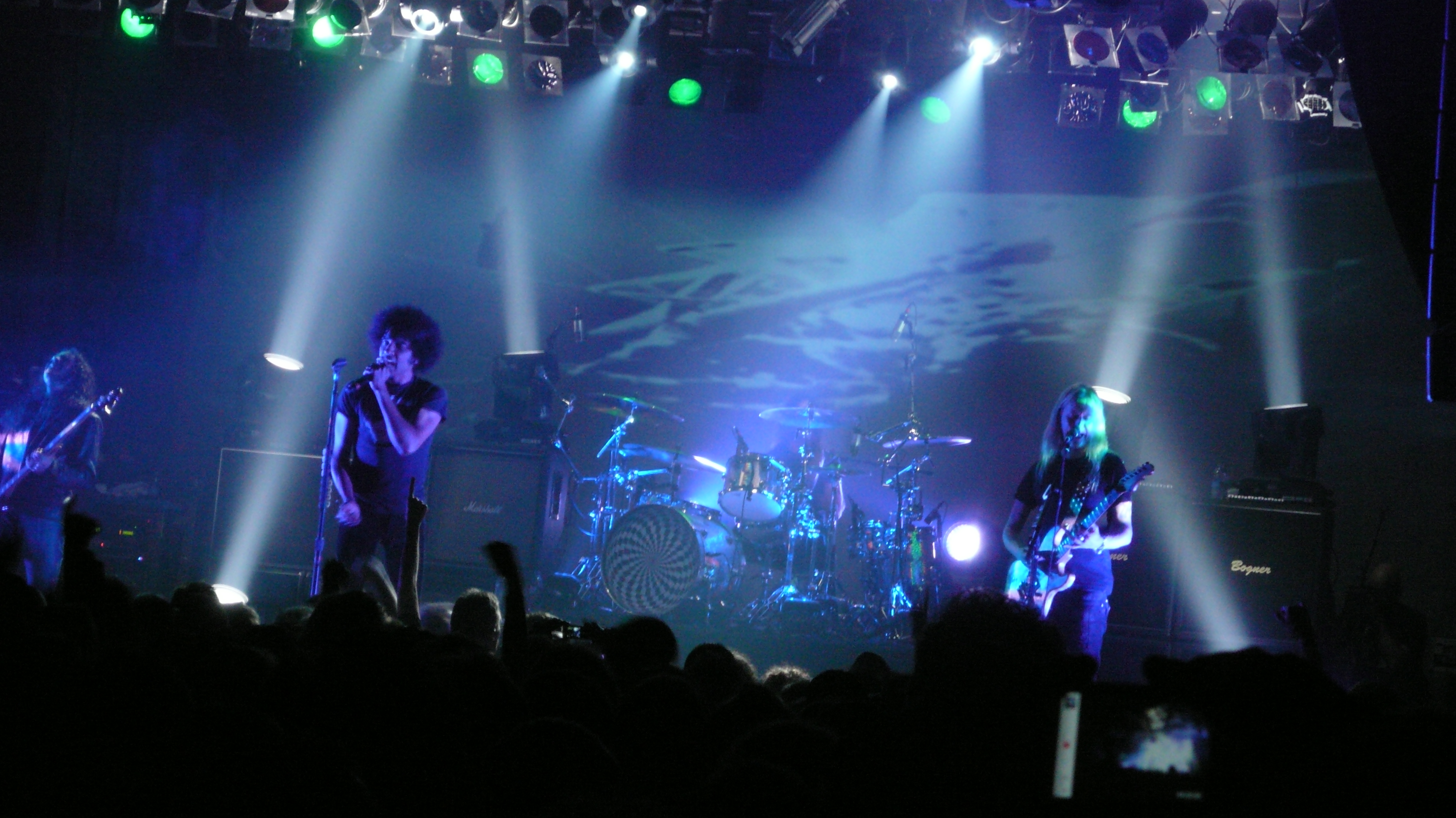
Alice in Chains w trakcie koncertu we Fryburgu, 3 grudnia 2009

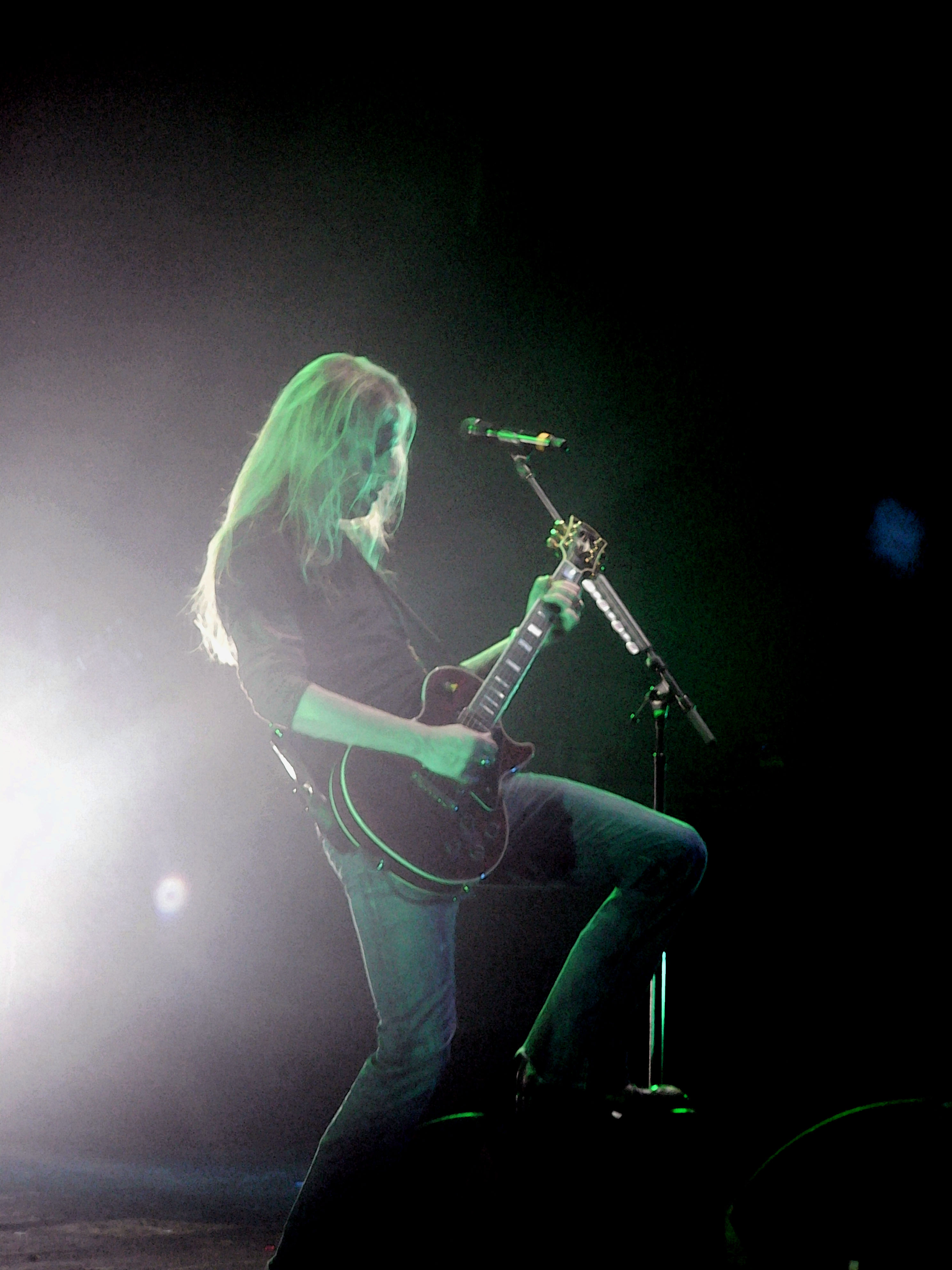
Jerry Cantrell podczas koncertu w Brixton Academy, 7 grudnia 2009

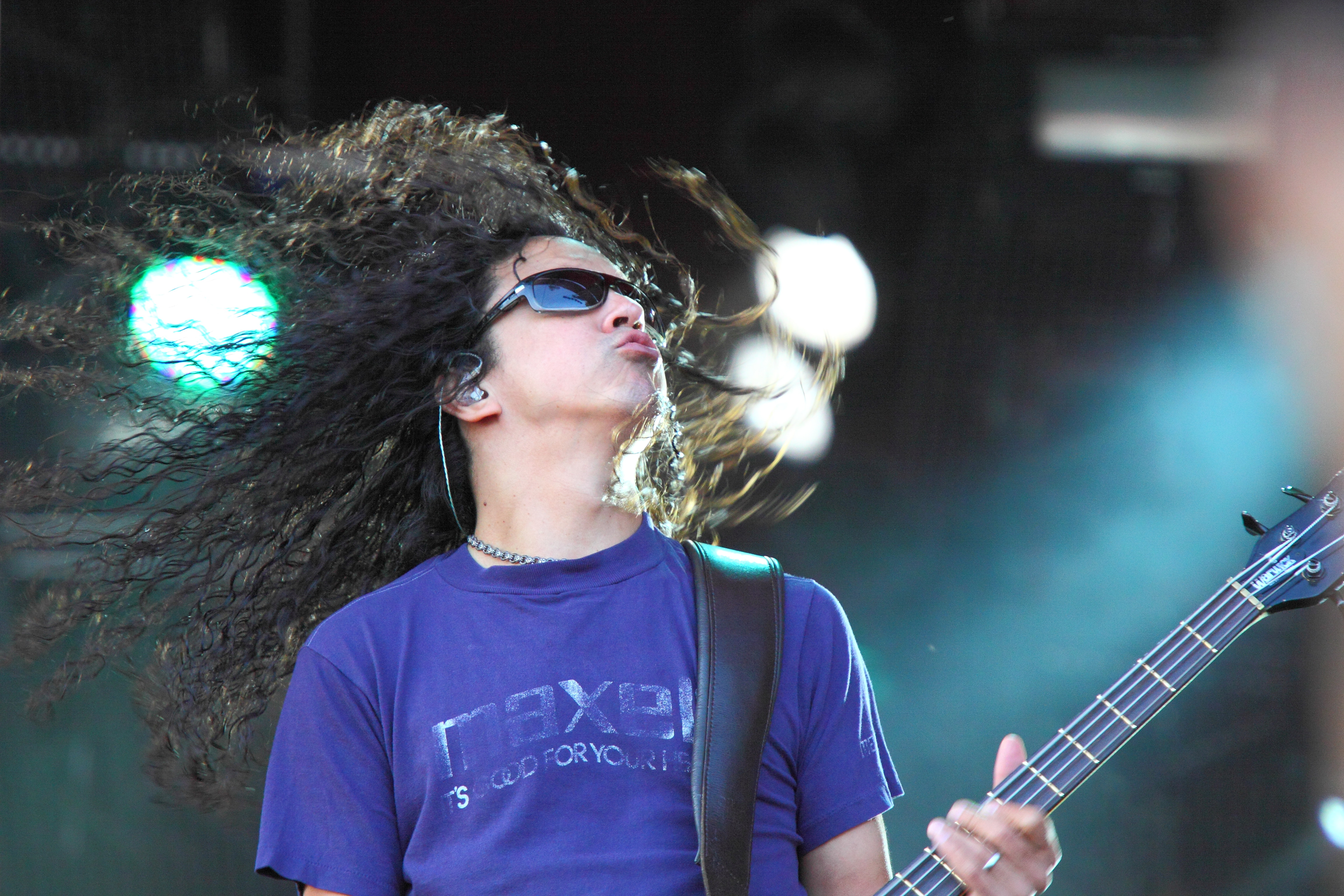
Mike Inez podczas występu na Roskilde Festival, 2 lipca 2010

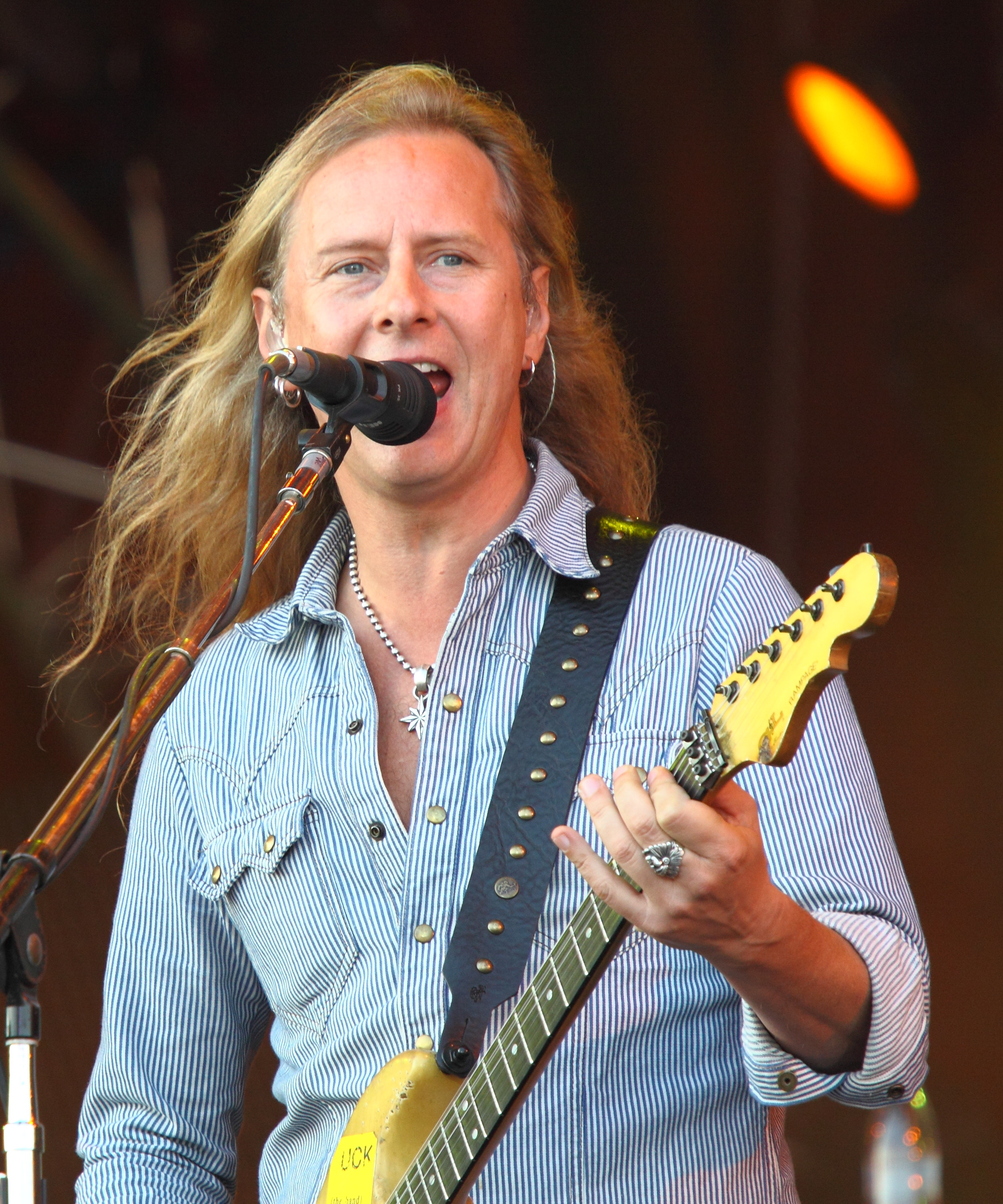
Jerry Cantrell na Roskilde Festival, 2 lipca 2010

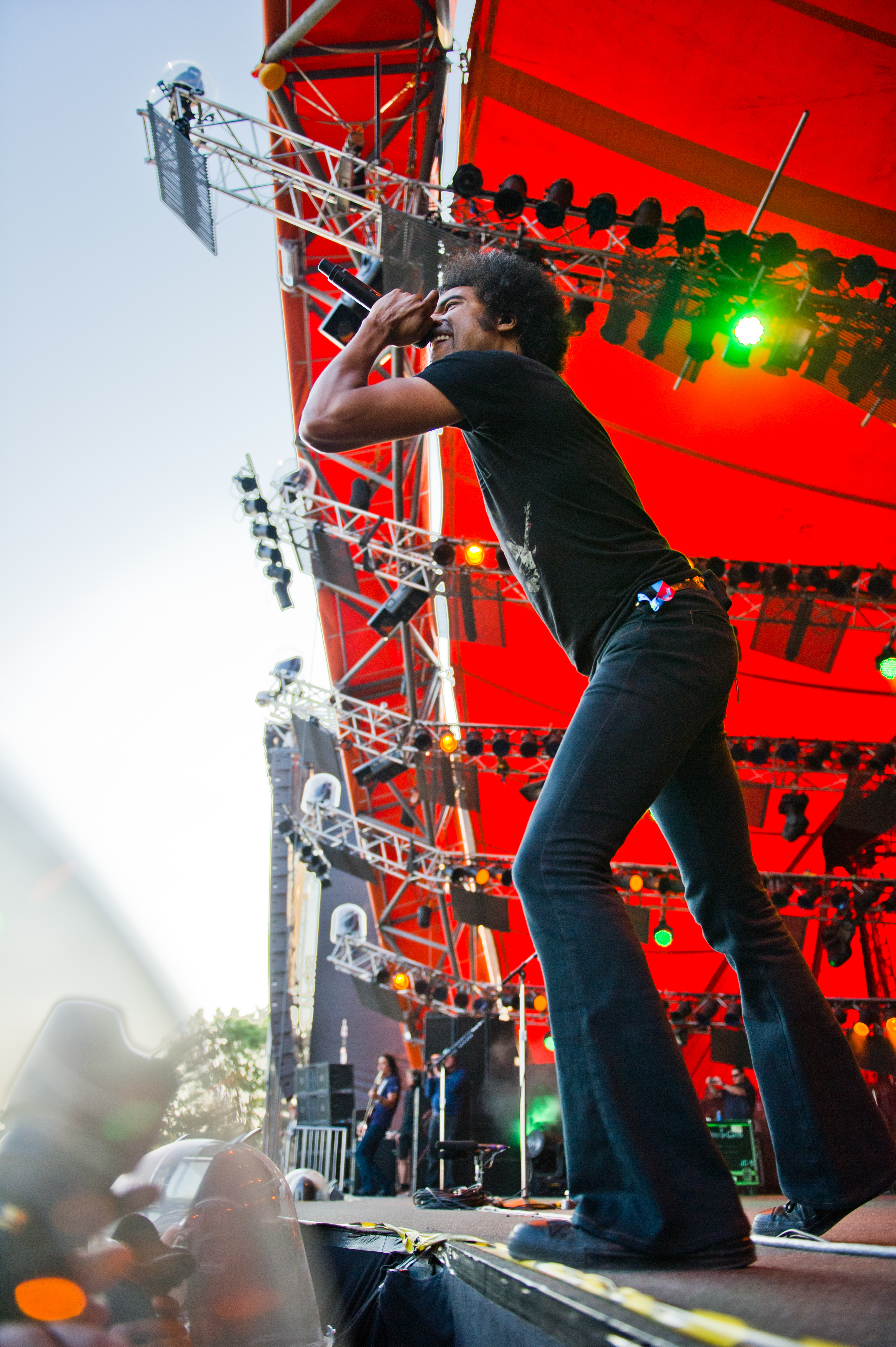
William DuVall na Roskilde Festival, 2 lipca 2010

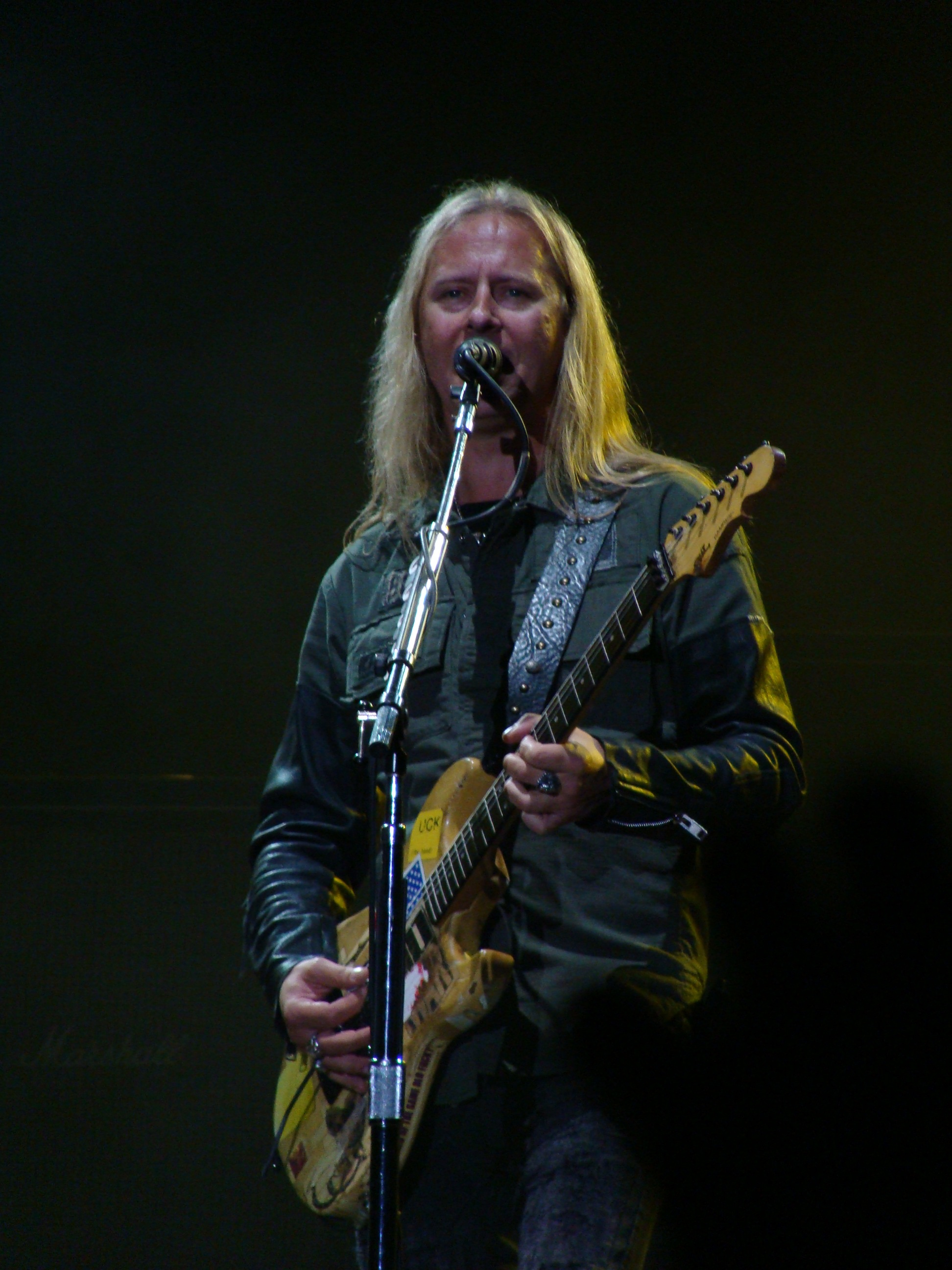
Jerry Cantrell podczas koncertu w Bilbao, 9 lipca 2010

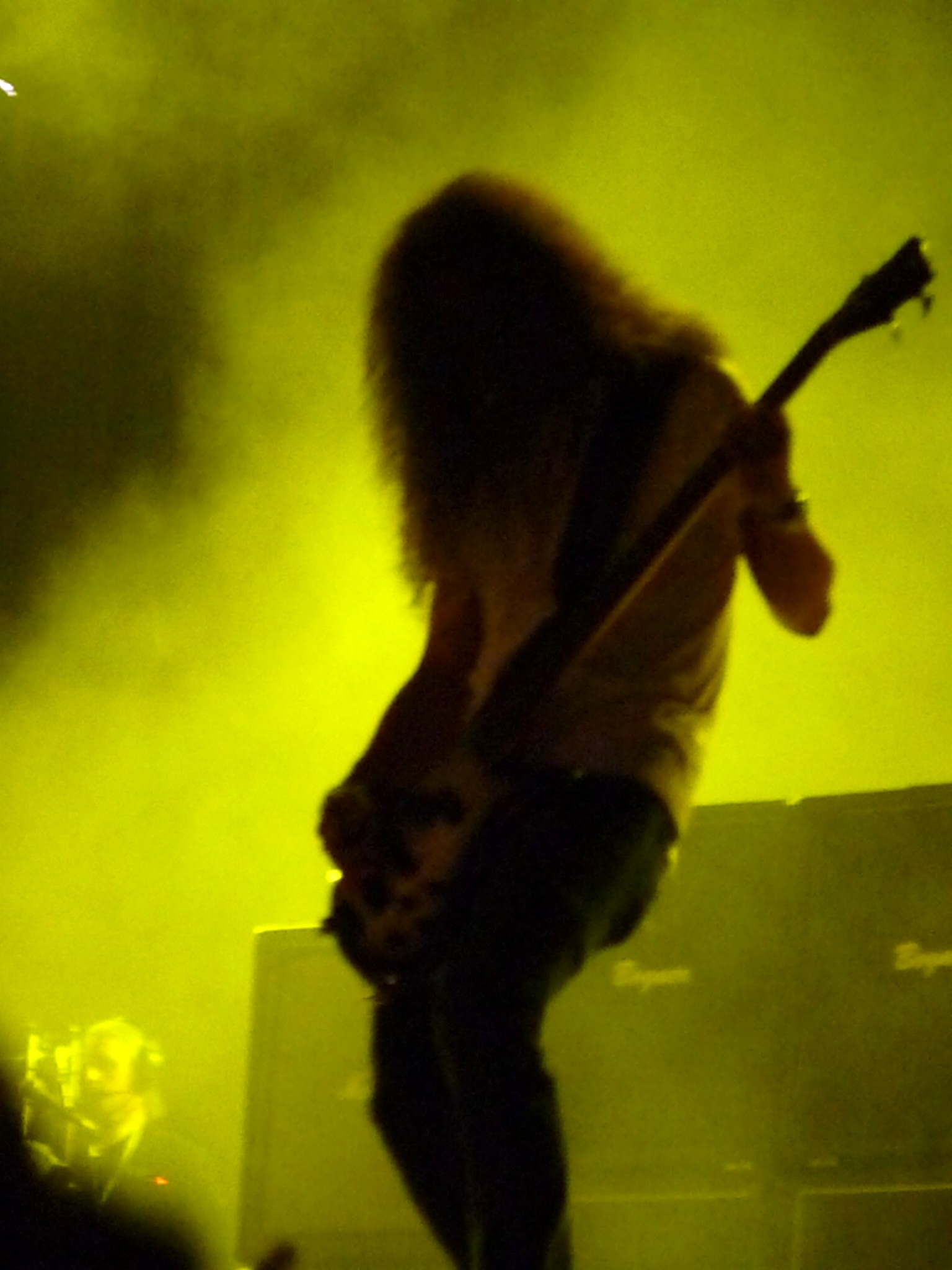
Mike Inez podczas koncertu Alice in Chains w Bilbao, 9 lipca 2010

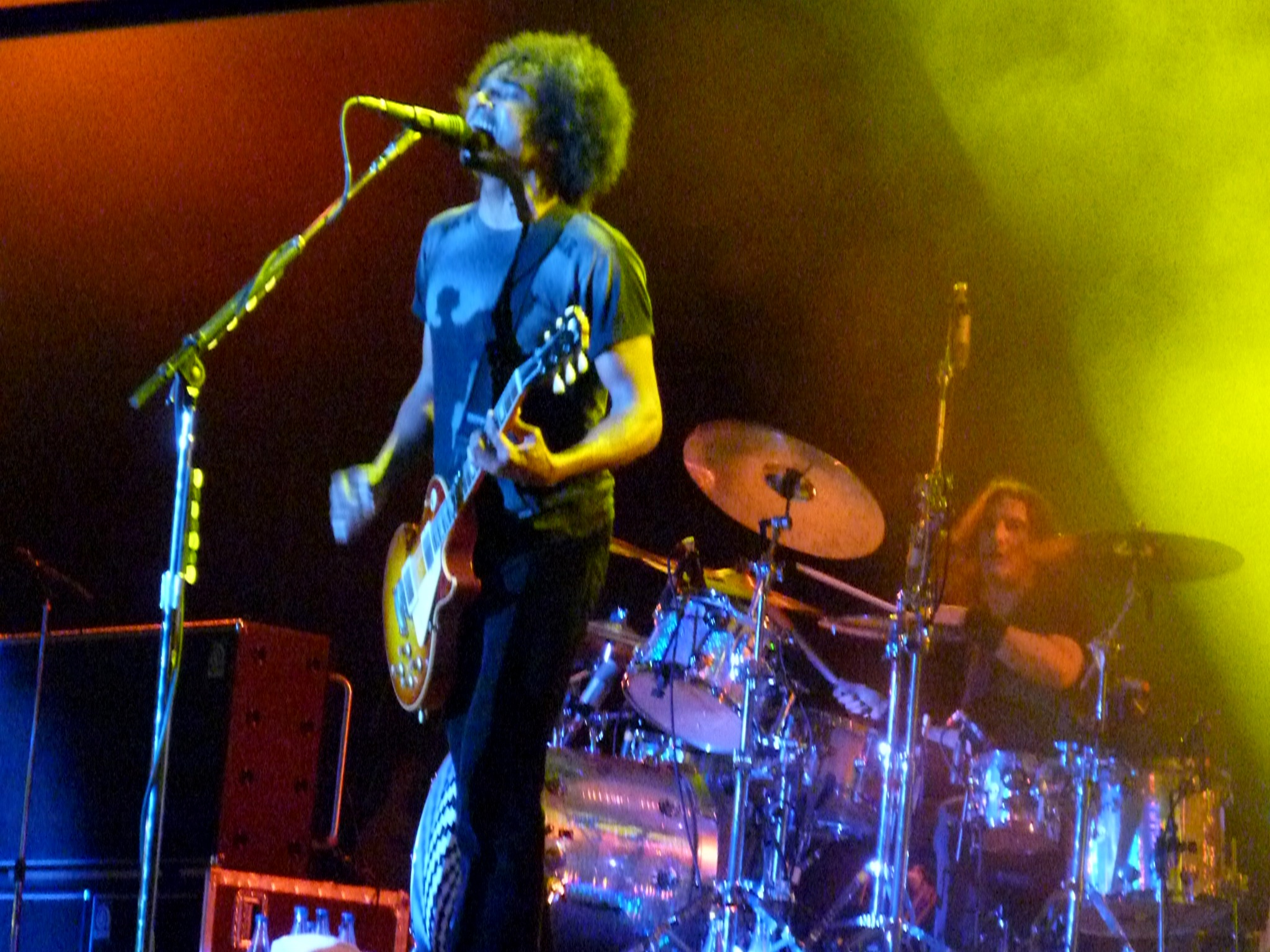
William DuVall i Sean Kinney podczas koncertu w Bilbao, 9 lipca 2010

| Data                 | Miasto           | Kraj              | Obiekt                                   | Support                            |
| -------------------- | ---------------- | ----------------- | ---------------------------------------- | ---------------------------------- |
| Ameryka Północna     |                  |                   |                                          |                                    |
| 4 września 2009      | Waszyngton       | Stany Zjednoczone | 9:30 Club                                | N/A                                |
| 5 września 2009      | Filadelfia       | Stany Zjednoczone | Theatre of Living Arts                   | N/A                                |
| 7 września 2009      | Boston           | Stany Zjednoczone | Paradise Rock Club                       | N/A                                |
| 8 września 2009      | Nowy Jork        | Stany Zjednoczone | Fillmore New York at Irving Plaza        | N/A                                |
| 9 września 2009      | TriBeCa          | Stany Zjednoczone | P.C. Richard & Son Theater               | N/A                                |
| 12 września 2009     | Noblesville      | Stany Zjednoczone | Verizon Wireless Music Center            | N/A                                |
| 13 września 2009     | Dayton           | Stany Zjednoczone | Montgomery County Fairgrounds            | N/A                                |
| 15 września 2009     | Toronto          | Kanada            | The Opera House                          | N/A                                |
| 16 września 2009     | Cleveland        | Stany Zjednoczone | House of Blues                           | N/A                                |
| 17 września 2009     | Detroit          | Stany Zjednoczone | Saint Andrew’s Hall                      | N/A                                |
| 19 września 2009     | Chicago          | Stany Zjednoczone | House of Blues                           | N/A                                |
| 20 września 2009     | Milwaukee        | Stany Zjednoczone | Eagles Ballroom                          | N/A                                |
| 21 września 2009     | Minneapolis      | Stany Zjednoczone | First Avenue                             | N/A                                |
| 24 września 2009     | Seattle          | Stany Zjednoczone | Moore Theatre                            | N/A                                |
| 26 września 2009     | Portland         | Stany Zjednoczone | Roseland Theater                         | N/A                                |
| 28 września 2009     | San Francisco    | Stany Zjednoczone | Fillmore District                        | N/A                                |
| 29 września 2009     | Los Angeles      | Stany Zjednoczone | Sony Outdoor Stage                       | N/A                                |
| 30 września 2009     | Los Angeles      | Stany Zjednoczone | Sony Outdoor Stage                       | N/A                                |
| 30 września 2009     | Hollywood        | Stany Zjednoczone | Avalon Hollywood                         | N/A                                |
| 22 października 2009 | San Antonio      | Stany Zjednoczone | AT&T Center                              | Halestorm                          |
| 23 października 2009 | Grand Prairie    | Stany Zjednoczone | Nokia Live                               | N/A                                |
| 24 października 2009 | The Woodlands    | Stany Zjednoczone | Cynthia Woods Mitchell Pavilion          | N/A                                |
| 30 października 2009 | Los Angeles      | Stany Zjednoczone | Studio TV                                | N/A                                |
| Europa               |                  |                   |                                          |                                    |
| 10 listopada 2009    | Londyn           | Anglia            | Jools Holland TV                         | N/A                                |
| 12 listopada 2009    | Glasgow          | Szkocja           | Barrowland Ballroom                      | Little Fish                        |
| 13 listopada 2009    | Birmingham       | Anglia            | O2 Academy Birmingham                    | Little Fish                        |
| 14 listopada 2009    | Manchester       | Anglia            | Manchester Academy                       | Little Fish                        |
| 16 listopada 2009    | Londyn           | Anglia            | The Forum                                | Little Fish                        |
| 17 listopada 2009    | Londyn           | Anglia            | The Forum                                | Little Fish                        |
| 19 listopada 2009    | Tilburg          | Holandia          | 013                                      | N/A                                |
| 20 listopada 2009    | Antwerpia        | Belgia            | Trix Zaal                                | N/A                                |
| 21 listopada 2009    | Wiesbaden        | Niemcy            | Schlachthof                              | N/A                                |
| 23 listopada 2009    | Dortmund         | Niemcy            | FZW                                      | N/A                                |
| 24 listopada 2009    | Praga            | Czechy            | Lucerna Music Bar                        | Sunshine                           |
| 25 listopada 2009    | Warszawa         | Polska            | Klub „Stodoła”                           | N/A                                |
| 27 listopada 2009    | Budapeszt        | Węgry             | Petőfi Csarnok                           | N/A                                |
| 29 listopada 2009    | Wiedeń           | Austria           | Planet.tt Bank Austria Halle Gasometer   | N/A                                |
| 30 listopada 2009    | Monachium        | Niemcy            | Theaterfabrik                            | N/A                                |
| 2 grudnia 2009       | Mediolan         | Włochy            | PalaLido                                 | N/A                                |
| 3 grudnia 2009       | Fryburg          | Szwajcaria        | Fri-Son                                  | N/A                                |
| 4 grudnia 2009       | Paryż            | Francja           | Bataclan                                 | N/A                                |
| 6 grudnia 2009       | Nottingham       | Anglia            | Rock City                                | Little Fish                        |
| 7 grudnia 2009       | Londyn           | Anglia            | Brixton Academy                          | Healthy Minds Collapse Little Fish |
| Ameryka Północna     |                  |                   |                                          |                                    |
| 11 grudnia 2009      | Las Vegas        | Stany Zjednoczone | The Joint                                | Dead by Sunrise                    |
| 12 grudnia 2009      | Universal City   | Stany Zjednoczone | Gibson Amphitheatre                      | N/A                                |
| Ameryka Północna     |                  |                   |                                          |                                    |
| 2 lutego 2010        | Vancouver        | Kanada            | Orpheum                                  | Creature with the Atom Brain       |
| 4 lutego 2010        | Seattle          | Stany Zjednoczone | Paramount Theatre                        | Creature with the Atom Brain       |
| 5 lutego 2010        | Seattle          | Stany Zjednoczone | Paramount Theatre                        | Creature with the Atom Brain       |
| 6 lutego 2010        | Salem            | Stany Zjednoczone | Salem Armory Auditorium                  | Creature with the Atom Brain       |
| 8 lutego 2010        | Boise            | Stany Zjednoczone | Knitting Factory                         | Creature with the Atom Brain       |
| 10 lutego 2010       | Reno             | Stany Zjednoczone | Knitting Factory                         | Creature with the Atom Brain       |
| 11 lutego 2010       | Oakland          | Stany Zjednoczone | Fox Oakland Theatre                      | Creature with the Atom Brain       |
| 13 lutego 2010       | Hollywood        | Stany Zjednoczone | Hollywood Palladium                      | Creature with the Atom Brain       |
| 17 lutego 2010       | Phoenix          | Stany Zjednoczone | Dodge Theatre                            | Creature with the Atom Brain       |
| 19 lutego 2010       | Denver           | Stany Zjednoczone | Fillmore Auditorium                      | Creature with the Atom Brain       |
| 21 lutego 2010       | Kansas City      | Stany Zjednoczone | The Midland by AMC                       | Creature with the Atom Brain       |
| 22 lutego 2010       | Saint Louis      | Stany Zjednoczone | The Pageant                              | Creature with the Atom Brain       |
| 23 lutego 2010       | Louisville       | Stany Zjednoczone | The Louisville Palace                    | Creature with the Atom Brain       |
| 25 lutego 2010       | Atlanta          | Stany Zjednoczone | The Tabernacle                           | Middle Class Rut                   |
| 26 lutego 2010       | Atlanta          | Stany Zjednoczone | The Tabernacle                           | Middle Class Rut                   |
| 27 lutego 2010       | Myrtle Beach     | Stany Zjednoczone | House of Blues                           | Middle Class Rut                   |
| 1 marca 2010         | Nashville        | Stany Zjednoczone | Nashville Municipal Auditorium           | Middle Class Rut                   |
| 3 marca 2010         | Waszyngton       | Stany Zjednoczone | DAR Constitution Hall                    | Middle Class Rut                   |
| 5 marca 2010         | Richmond         | Stany Zjednoczone | The National                             | Middle Class Rut                   |
| 6 marca 2010         | Ledyard          | Stany Zjednoczone | MGM Grand at Foxwoods                    | Middle Class Rut                   |
| 8 marca 2010         | Nowy Jork        | Stany Zjednoczone | Terminal 5                               | Middle Class Rut                   |
| 9 marca 2010         | Nowy Jork        | Stany Zjednoczone | Terminal 5                               | Middle Class Rut                   |
| 12 marca 2010        | Atlantic City    | Stany Zjednoczone | Borgata Events Center                    | Middle Class Rut                   |
| 13 marca 2010        | Upper Darby      | Stany Zjednoczone | Tower Theatre                            | Middle Class Rut                   |
| 14 marca 2010        | Boston           | Stany Zjednoczone | Orpheum Theatre                          | Middle Class Rut                   |
| 16 marca 2010        | Montreal         | Kanada            | Métropolis                               | Middle Class Rut                   |
| 17 marca 2010        | Toronto          | Kanada            | Sound Academy                            | Middle Class Rut                   |
| 19 marca 2010        | Detroit          | Stany Zjednoczone | The Fillmore Detroit                     | Middle Class Rut                   |
| 20 marca 2010        | Chicago          | Stany Zjednoczone | Aragon Ballroom                          | Middle Class Rut                   |
| 21 marca 2010        | Saint Paul       | Stany Zjednoczone | Roy Wilkins Auditorium                   | Middle Class Rut                   |
| 14 kwietnia 2010     | Portland         | Stany Zjednoczone | Cumberland County Civic Center           | N/A                                |
| 15 kwietnia 2010     | Portland         | Stany Zjednoczone | Cumberland County Civic Center           | N/A                                |
| 16 kwietnia 2010     | Providence       | Stany Zjednoczone | Dunkin’ Donuts Center                    | N/A                                |
| 17 kwietnia 2010     | Wilkes-Barre     | Stany Zjednoczone | Mohegan Sun Arena                        | Living Things                      |
| 19 kwietnia 2010     | Huntington       | Stany Zjednoczone | Big Sandy Superstore Arena               | Shooter Jennings                   |
| 20 kwietnia 2010     | Charlotte        | Stany Zjednoczone | Uptown Amphitheater                      | N/A                                |
| 21 kwietnia 2010     | Raleigh          | Stany Zjednoczone | Progress Energy Memorial Auditorium      | N/A                                |
| 23 kwietnia 2010     | Fort Myers       | Stany Zjednoczone | City of Palms Park                       | N/A                                |
| 24 kwietnia 2010     | Tampa            | Stany Zjednoczone | St. Pete Times Forum                     | N/A                                |
| 25 kwietnia 2010     | St. Augustine    | Stany Zjednoczone | St. Augustine Amphitheatre               | N/A                                |
| 27 kwietnia 2010     | Asheville        | Stany Zjednoczone | Thomas Wolfe Auditorium                  | N/A                                |
| 28 kwietnia 2010     | Chattanooga      | Stany Zjednoczone | Soldiers and Sailors Memorial Auditorium | Shooter Jennings                   |
| 30 kwietnia 2010     | Birmingham       | Stany Zjednoczone | Downtown Birmingham                      | N/A                                |
| 19 maja 2010         | Glens Falls      | Stany Zjednoczone | Glens Falls Civic Center                 | The Parlor Mob                     |
| 20 maja 2010         | West Long Branch | Stany Zjednoczone | MAC at Monmouth University               | The Parlor Mob                     |
| 22 maja 2010         | Waszyngton       | Stany Zjednoczone | RFK Stadium                              | N/A                                |
| 23 maja 2010         | Camden           | Stany Zjednoczone | Susquehanna Bank Center                  | N/A                                |
| Europa               |                  |                   |                                          |                                    |
| 5 czerwca 2010       | Nürburg          | Niemcy            | Nürburgring                              | N/A                                |
| 6 czerwca 2010       | Norymberga       | Niemcy            | Zeppelinfeld                             | N/A                                |
| 9 czerwca 2010       | Collegno         | Włochy            | Colonia Sonora                           | N/A                                |
| 10 czerwca 2010      | Rzym             | Włochy            | Atlantico Live                           | N/A                                |
| 11 czerwca 2010      | Padwa            | Włochy            | Gran Teatro Geox                         | N/A                                |
| 13 czerwca 2010      | Nickelsdorf      | Austria           | Pannonia Fields II                       | N/A                                |
| 15 czerwca 2010      | Bergen           | Norwegia          | Koengen                                  | N/A                                |
| 16 czerwca 2010      | Oslo             | Norwegia          | Sentrum Scene                            | N/A                                |
| 18 czerwca 2010      | Jonschwil        | Szwajcaria        | Degenaupark                              | N/A                                |
| 19 czerwca 2010      | Milovice         | Czechy            | Milovice – letiste                       | N/A                                |
| 21 czerwca 2010      | Zagrzeb          | Chorwacja         | Jarun                                    | N/A                                |
| 23 czerwca 2010      | Sofia            | Bułgaria          | Vasil Leski National Stadium             | N/A                                |
| 25 czerwca 2010      | Stambuł          | Turcja            | Inönü Stadyumu                           | N/A                                |
| 27 czerwca 2010      | Bukareszt        | Rumunia           | Romexpo                                  | N/A                                |
| 1 lipca 2010         | Borlänge         | Szwecja           | Folkets Park                             | N/A                                |
| 2 lipca 2010         | Roskilde         | Dania             | Darupvej                                 | N/A                                |
| 4 lipca 2010         | Werchter         | Belgia            | Werchter park                            | N/A                                |
| 6 lipca 2010         | Barcelona        | Hiszpania         | Razzmatazz                               | N/A                                |
| 8 lipca 2010         | Oeiras           | Portugalia        | Passeio Marítimo de Algés                | N/A                                |
| 9 lipca 2010         | Bilbao           | Hiszpania         | Kobetamendi                              | N/A                                |
| 10 lipca 2010        | Madryt           | Hiszpania         | Getafe Open Air                          | N/A                                |
| Ameryka Północna     |                  |                   |                                          |                                    |
| 18 lipca 2010        | Cadott           | Stany Zjednoczone | Festival Grounds                         | N/A                                |
| Europa               |                  |                   |                                          |                                    |
| 1 sierpnia 2010      | Stevenage        | Anglia            | Knebworth House                          | N/A                                |
| 2 sierpnia 2010      | Glasgow          | Szkocja           | O2 Academy Glasgow                       | The Xcerts                         |
| 4 sierpnia 2010      | Eindhoven        | Holandia          | Effenaar                                 | N/A                                |
| 7 sierpnia 2010      | Pori             | Finlandia         | Kirjurinluoto Arena                      | N/A                                |

## Zespół
Alice in Chains

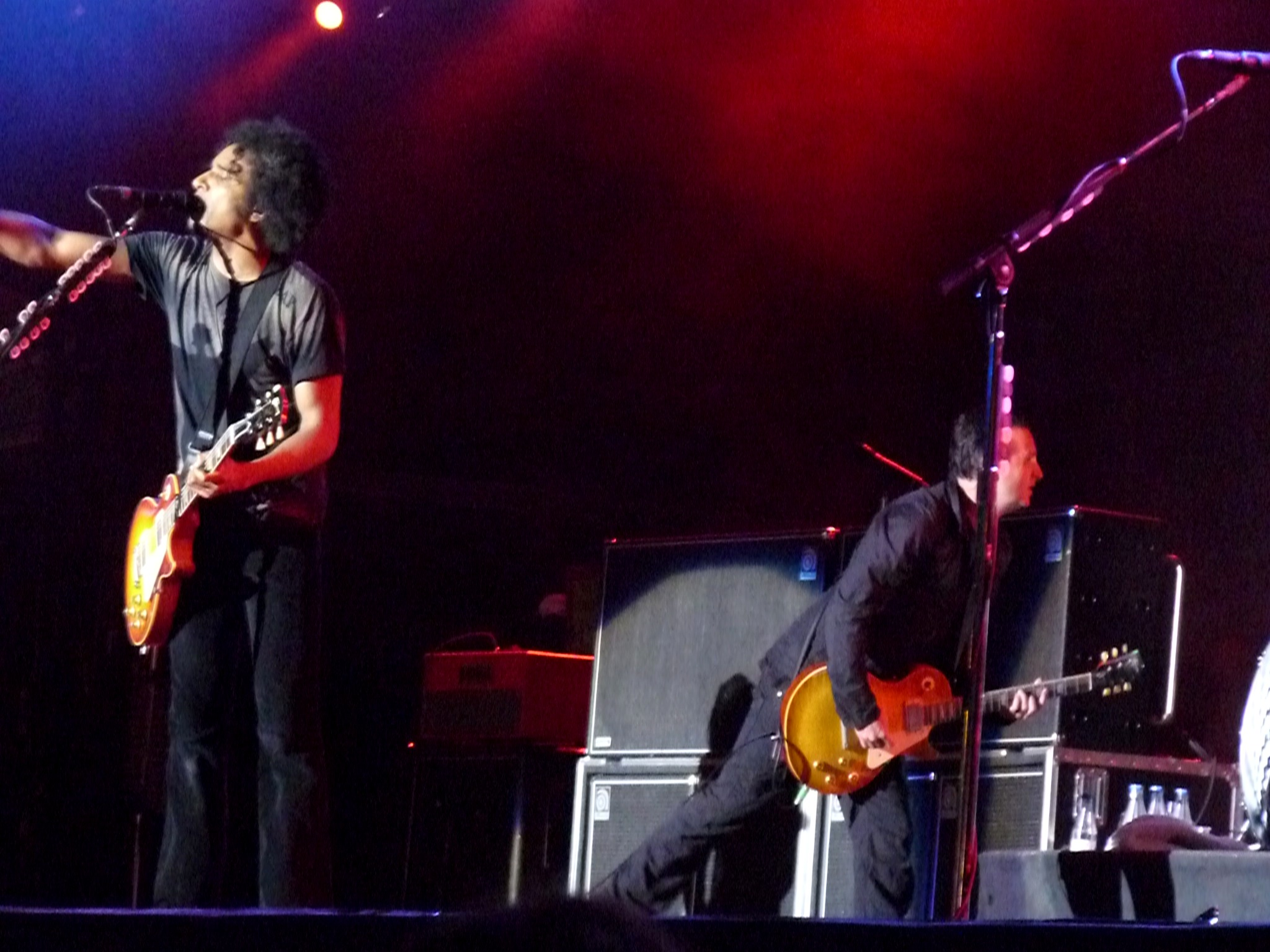
Alice in Chains w trakcie wykonywania utworu „Rooster” z gościnnym udziałem Mike’a McCready’ego, 9 lipca 2010

- William DuVall – śpiew, gitara rytmiczna, wokal wspierający
- Jerry Cantrell – śpiew, gitara prowadząca, wokal wspierający
- Mike Inez – gitara basowa, wokal wspierający
- Sean Kinney – perkusja

Gościnnie
- Shooter Jennings – śpiew w utworze „Down in a Hole” (28 kwietnia 2010)[35]
- Mike McCready – gitara elektryczna w utworze „Rooster” (9 lipca 2010)[36]

Produkcja
- Dyrektor generalny, przedstawiciel: Velvet Hammer Music and Management Group oraz Susan Silver Management
- Rezerwacja północno-amerykańska: CAA
- Rezerwacja światowa: K2 Tours, Inc.
- Kwestie prawne: King Holmes Paterno & Berliner, LLP.